# Emmanuel Constant (Paramilitär)
Emmanuel Constant (* 27. Oktober 1956), Spitzname Toto, auf Haiti bekannt als „Der Teufel“, ist der Gründer der paramilitärischen Organisation FRAPH (Front Révolutionnaire Armé pour le Progrès d’Haïti) auf Haiti, die für die Terrorisierung der Unterstützer des Exil-Präsidenten Jean-Bertrand Aristide eingesetzt wurde.

## Leben
Constant wuchs als Mitglied einer privilegierten haitianischen Familie auf. Sein Vater war der 1991 verstorbene General Gerard Emmanuel Constant, Chef des Armeegeneralstabs unter dem Diktator François „Papa Doc“ Duvalier, sein Onkel ist der Bischof Emmanuel Constant. Constant besuchte Universitäten in Kanada und arbeitete kurzzeitig als haitianischer UN-Diplomat in New York. Nach eigenen Angaben strebte er die Präsidentschaft seines Landes an. Er spricht mehrere Sprachen, darunter Englisch, Französisch, Spanisch und haitianisches Kreolisch. Im Gegensatz zu anderen Führern paramilitärischer Gruppen suchte er den Kontakt zu Presse und Öffentlichkeit. Auf Haiti bewohnte er die luxuriöse Villa seiner Familie, wo er gerne Pressevertreter empfing. Er ließ sie in seinem Garten übernachten und schenkte ihnen T-Shirts mit FRAPH-Aufdrucken. Constant zeigte sich oft bewaffnet in der Öffentlichkeit, mit blauem Anzug, Krawatte und Spazierstock, und raste mit seinem Auto auf öffentlichen Straßen, wobei seine mit vollautomatischen Gewehren bewaffneten Leibwächter auf dem Rücksitz saßen. Einer seiner ständigen Begleiter war ein als „Jojo“ bekannter Mann, ein früheres Mitglied der Tonton Macoutes, der als rücksichtsloser Mörder galt. Bei öffentlichen Versammlungen präsentierte Constant sich als Anhänger des Voodoo, inszenierte sich als Baron Samedi und ließ kultische Handlungen vornehmen, um Gegner einzuschüchtern und seinen Machtanspruch zu untermauern. Offiziellen US-amerikanischen Berichten zufolge sei Constant Kokain-Konsument, was er jedoch stets bestritt.

## Paramilitärische Aktivitäten
Von Oktober 1991 bis Oktober 1994 wurde Haiti von dem Diktator Raoul Cédras regiert, unter dem es zu zahlreichen Menschenrechtsverletzungen kam, die durch die haitianische Armee und die FRAPH begangen wurden. Während dieser Zeit war Constant Generalsekretär der FRAPH.
Emmanuel Constant stand seit 1992 auf der Gehaltsliste der CIA. Nach Angaben der CIA soll die Beziehung Mitte 1994 geendet haben. Die amerikanische Botschaft in Haiti gab jedoch im Oktober 1994 öffentlich bekannt, dass Constant weiterhin auf der Gehaltsliste der CIA stand.
Constant war an der Ermordung des haitianischen Justizministers Guy Malary, der am 14. Oktober 1993 gemeinsam mit seinem Leibwächter und Fahrer aus einem Hinterhalt heraus erschossen wurde, beteiligt. Laut einem CIA-Vermerk vom 28. Oktober 1993, welches über das Center for Constitutional Rights veröffentlicht wurde, trafen sich die FRAPH-Mitglieder Louis-Jodel Chamblain, Emmanuel Constant und Gabriel Douzable am Morgen des 14. Oktober mit einem nicht identifizierten Offizier des Militärs, um Pläne zur Ermordung von Malary zu diskutieren.
Als eine Intervention US-amerikanischer Truppen drohte, zeigte sich Constant entgegen seiner Gewohnheit in militärischer Ausrüstung und rief zum bewaffneten Widerstand auf. Jedes Mitglied der FRAPH müsse mindestens einen amerikanischen Soldaten töten. Er drohte damit, das Trinkwasser zu vergiften und als Kampfstoff ein Pulver einzusetzen, das aus den Knochen von AIDS-Opfern hergestellt sei.

## Exil
Amerikanische Truppen ermöglichten Ende 1994 die Rückkehr der demokratisch gewählten Regierung unter Aristide. Bei einer öffentlichen Rede, die die amerikanische Botschaft ermöglicht hatte, rief Constant nun die Bevölkerung dazu auf, die Waffen niederzulegen und die Rückkehr Aristides zu akzeptieren. Er selbst wolle sich in die demokratische Opposition begeben. Als Übergriffe der erzürnten Menge drohten, brachten US-Soldaten ihn in einem Auto in Sicherheit. Von offizieller amerikanischer Seite hieß es, die Rede habe ein Beitrag zur „Aussöhnung“ sein sollen. Ein amerikanischer Beamter äußerte jedoch: „Wir haben ihn vor den Haitianern beschützt, dabei hätten wir die Haitianer vor ihm beschützen sollen.“ Constant wurde unter Hausarrest gestellt. Er vertrat den Standpunkt, er habe im letzten Jahr die Stabilität Haitis garantiert und vertrete die einzige Organisation, die die Rolle der Opposition einnehmen und somit demokratische Verhältnisse gewährleisten könne.
Im Dezember 1994 erhielt Constant eine gerichtliche Vorladung. Daraufhin setzte er sich gemeinsam mit seinem Stellvertreter Louis-Jodel Chamblain in die Dominikanische Republik ab. Am 24. Dezember 1994 reiste Constant in die USA ein. Aufgrund öffentlicher Proteste leiteten die amerikanische Einwanderungs- und Einbürgerungsbehörden ein Abschiebungsverfahren ein.
Constant wurde im Mai 1995 von der amerikanischen Einwanderungsbehörde verhaftet und für die Auslieferung nach Haiti vorbereitet, um sich der Anklage bezüglich seiner Verwicklung in das Raboteau-Massaker zu stellen. Ein Richter ordnete im September 1995 seine Abschiebung nach Haiti an. Dagegen legten seine Anwälte Rechtsmittel ein. In einem Interview im Dezember 1995 mit Ed Bradley auf 60 Minutes gab Constant an, von 1991 bis 1994 bezahlter Informant der CIA gewesen zu sein. Er drohte an, Geheimnisse bezüglich der Verwicklung der CIA während der frühen 1990er Jahre preiszugeben.
Auf Weisung Bill Clintons wurde Constant im Juni 1996 freigelassen, offensichtlich im Zusammenhang mit einer Absprache. Constant seinerseits verzichtete auf die Fortführung einer Verfassungsbeschwerde über die Rechtmäßigkeit seiner Inhaftierung. Nach Angaben von Beamten handelte es sich bei seiner Freilassung um eine ungewöhnliche Entscheidung, die nicht aus rechtlichen, sondern aus politischen Gründen getroffen wurde. Die New York Times kommentierte, die Vereinigten Staaten hätten damit dem demokratischen Prozess in Haiti einen Rückschlag zugefügt. Constant erhielt eine Aufenthalts- und Arbeitserlaubnis und wurde angewiesen, seinen Wohnsitz in Queens, New York City, NY, zu nehmen, das er nicht verlassen durfte. Er betätigte sich als Immobilienmakler. Dabei wurde er von Exilhaitianern erkannt, in der Folge kam es zu einer Protestwelle in der haitianischen Gemeinde von New York.
1996 gab die haitianische Regierung bekannt, sie habe einen erneuten Putschversuch vereitelt. Constant sei der Beteiligung verdächtig.
Am 16. November 2000 wurde Constant von einem haitianischen Gericht für die Teilnahme am Raboteau-Massaker in Abwesenheit zu einer lebenslangen Haftstrafe verurteilt.
Erneut forderte die haitianische Regierung Constants Auslieferung, aber ohne Erfolg. Auslieferungsanträge wurden von den amerikanischen Präsidenten Bill Clinton und George W. Bush abgelehnt.
2005 erhoben Menschenrechtsorganisationen, darunter das „Center for Justice and Accountability“ (CJA), Klage gegen Constant wegen der Anordnung systematischer Massenvergewaltigungen haitianischer Frauen. Das CJA vertrat zwei Frauen, die durch die FRAPH vergewaltigt und gefoltert und deren Angehörige ermordet worden waren.
2006 wurde gegen Constant in New York Anklage wegen Betruges erhoben. Am 28. Oktober 2008 wurde er vom Bezirksgericht New York wegen Betruges, schweren Diebstahls und Fälschung von Geschäftsunterlagen in mehreren Fällen zu einer Haftstrafe von 12 bis 37 Jahren verurteilt. In der Urteilsbegründung wurden sein „Mangel an Reue, die Schwere der Tat“ und seine „abscheulichen Aktivitäten“ in Haiti hervorgehoben.
Am 23. Juni 2020 lieferten die USA Constant an sein Vaterland aus, damit er wegen seiner Verbrechen in Haiti zur Rechenschaft gezogen werden kann. Am 8. Juli 2020 erklärte Serard Gazius, der Staatsanwalt des Départements Artibonite in Gonaïves, dass man das Urteil aus dem Jahre 2000 „nicht auffinden könne“.